# Chrozophora
Chrozophora es un género perteneciente a la familia de las euforbiáceas con 26 especies de subarbustos que se encuentran en África, región del Mediterráneo y Asia. Es el único género de la subtribu Chrozophorinae.

## Fitoquímica
En los extractos de Chrozophora senegalensis se han detectado la presencia de taninos, saponinas y esteroides.
De las partes aéreas de Chozophora obliqua se han aislado dos glucósidos de fenilpropanoides: 4-O-metil guaiacilglicerol 9-O-β-glucopiranósido y 4-O-metil guaiacilglicerol 8-O-β-glucopiranósido, junto con siringina, glucósidos del alcohol bencílico, isoramnetin-3-O-β-glucopiranósido-7-O-α-ramnopiranósido y quercetin-3-O-β-glucopiranósido-7-O-α-ramnopiranósido.
De las partes aéreas de Chrozophora tinctoria se han aislado glucoflavonoides, tales como rutina, acacetin-7-O-rutinósido, apigenin-7-O-β-D-[(6-p-cumaroil)]-glucopiranósido, apigenin-O-β-D-glucopiranósido y crozoforina.

## Taxonomía
El género fue descrito por Neck. ex A.Juss. y publicado en De Euphorbiacearum Generibus Medicisque earumdem viribus tentamen, tabulis aeneis 18 illustratum 27. 1824. La especie tipo es: Chrozophora tinctoria

## Especies aceptadas
A continuación se brinda un listado de las especies del género Chrozophora aceptadas hasta marzo de 2014, ordenadas alfabéticamente. Para cada una se indica el nombre binomial seguido del autor, abreviado según las convenciones y usos.
- Chrozophora brocchiana (Vis.) Schweinf.
- Chrozophora gangetica Gand.
- Chrozophora mujunkumi Nasimova
- Chrozophora oblongifolia (Delile) A.Juss. ex Spreng.
- Chrozophora plicata (Vahl) A.Juss. ex Spreng.
- Chrozophora rottleri (Geiseler) A.Juss. ex Spreng.
- Chrozophora sabulosa Kar. & Kir.
- Chrozophora senegalensis (Lam.) A.Juss. ex Spreng.
- Chrozophora tinctoria (L.) A.Juss.